# Joseph Bonomi
Pour les articles homonymes, voir Bonomi.
Joseph Bonomi, dit le Jeune (né à Londres le 9 octobre 1796 - mort à Wimbledon le 3 mars 1878) est un sculpteur, artiste, égyptologue et conservateur de musée britannique.

## Biographie
Bonomi est né à Londres dans une famille d'architectes. Son père, Joseph Bonomi l'Ancien, avait travaillé avec Robert et James Adam, tandis que son frère aîné, Ignatius Bonomi, a été un architecte de la première moitié du XIXe siècle.
En 1822, Bonomi se rend à Rome pour étudier sous Antonio Canova (décédé en octobre avant l'arrivée de Bonomi). Néanmoins, Bonomi étudie à Rome pendant plusieurs mois, mais s'endette et finalement est heureux d'accepter une commission modestement rémunéré pour accompagner Robert Hay sur une expédition, en passant par Malte, en Égypte en 1824.
Joseph Bonomi vit à Gournah pendant neuf ans, de 1824 à 1832. Il est très proche voisin du cheikh Awad et se connaissent très bien. Plusieurs notes ethnographiques et topologiques de Bonomi sont susceptibles de provenir de Awad, lequel a travaillé avec Champollion, Lepsius et Brugsch comme contremaître et guide.
De 1824 à 1826, comme membre de l'expédition de Hay, Bonomi dessine de nombreuses antiquités. À Abou Simbel, en 1825, Bonomi - pour répondre aux demandes de grande précision de Hay - conçoit une ossature pour les aider à atteindre les décorations intérieures des temples. L'expédition passe ensuite à Kalabsha, où Bonomi œuvre pour produire plusieurs moulages en plâtre des reliefs, puis à Philæ et ensuite à Thèbes.
Les relations entre Bonomi et Hay sont houleuses : Bonomi est frustré de ce qu'il considère être un faible salaire ; Hay ressent le souhait de Bonomi de renforcer sa propre réputation en produisant des dessins et des moulages pour lui-même. En juillet 1826, Bonomi démissionne et il est remplacé par Edward William Lane comme assistant de Hay.
Au Caire, en 1827-1828, Bonomi illustre le texte de James Burton, Excerpta hieroglyphica. En juillet 1832, avec des finances maintenant plus stable, il rencontre de nouveau Hay, à Assiout, qui le convainc de rejoindre son équipe avec un salaire beaucoup plus élevé, ainsi qu'un artiste français, Dupuy.
Après le départ de Hay de l'Égypte en 1834, Bonomi entreprend des visites de la Syrie et la Palestine (avec Francis Arundale et Frederick Catherwood).
En 1839 il prépare des illustrations pour Manners and Customs of the Ancient Egyptians de Sir John Gardner Wilkinson.
De 1842 à 1844, il est membre de l'expédition de Karl Richard Lepsius.
À son retour en Angleterre, en 1844, Bonomi se marie à Jessie, la fille de l'artiste John Martin (1789-1854). Désormais basé à Londres, Bonomi entreprend le catalogage et l'illustration de nombreuses collections égyptiennes (incluant celle de Samuel Birch) et aide à organiser des expositions dans la collection égyptienne du British Museum de Londres.
En 1861 Bonomi demande le poste de conservateur du musée Soane. Comme c'était normalement un poste attribué à un architecte, il est nommé seulement après une lutte acharnée et de nombreuses critiques.
Il décède à Wimbledon le 3 mars 1878 et est inhumé dans le cimetière de Brompton ; sa femme Jessie (née le 6 avril 1825) était décédée le 10 septembre 1859.

## Œuvres
Les croquis et autres documents de Joseph Bonomi sont dans la collection présentée au Griffith Institute, qui se compose de quelque cinq-cents croquis, des aquarelles, des tracés, etc. Ils datent de différentes périodes de sa carrière, incluant aussi bien égyptien que classique, XIXe siècle égyptologique et autres disciplines (y compris la Palestine).
Les documents égyptologiques contiennent des vues générales des monuments, tels que le kiosque de Trajan à Philaé ou les ruines d'Éléphantine, des vues d'architecture, et des copies de divers monuments, par exemple, d'un fragment du sarcophage du roi Aÿ et autres objets exposés à Hartwell House.